# Hanns Diettrich
Hanns Diettrich (* 4. April 1905 in Jahnsdorf/Erzgeb.; † 3. April 1983 in Karl-Marx-Stadt) war ein deutscher Bildhauer.

## Leben
Hanns Diettrich ging mit 18 Jahren nach Chemnitz und absolvierte dort eine Lehre zum Bildhauer und Steinmetz. Seine Lehrer in dieser Zeit waren die Malerin und Grafikerin Martha Schrag und der Bildhauer Heinrich Brenner. Hanns Diettrich wurde Mitglied der Chemnitzer Kunsthütte.
1930 trat er der Assoziation Revolutionärer Bildender Künstler Deutschlands (Asso) in Dresden bei und bekam Kontakte zu Künstlern wie dem Bildhauer Eugen Hoffmann, den Malern und Grafikern Hans und Lea Grundig sowie dem Maler Otto Griebel.
Ermutigt durch Aufträge wie die Gestaltung der Uhr mit zwei liegenden Sportlern in der Kassenhalle des Stadtbades Chemnitz 1934 bis 1935 bestimmte die freie bildhauerische Tätigkeit das zukünftige Schaffen Diettrichs. Von 1937 bis 1943 war der Bildhauer Gerhard Marcks in Berlin sein Lehrer.
Nach Kriegsende engagierte sich Hanns Diettrich gemeinsam mit Karl Schmidt-Rottluff und der Ärztin Gertrud Korb für die Gründung des Kulturbundes in Chemnitz. Diettrich arbeitete bis zu seinem Tod als freischaffender Künstler und schuf zahlreiche bildhauerische Werke und Zeichnungen.
Neben großen Denkmalen sind seine spielerischen Plastiken mit Kindern und Tieren und seine hervorragenden Porträts zu benennen. Hans Diettrich gehörte zu den Bildhauern, die den in der DDR ideologisch motivierten Forderungen nach sozialistischem Realismus weitgehend entsprachen. Er war Mitglied im Verband Bildender Künstler der DDR.
Sein Sohn Frank Diettrich (* 1939) wurde ebenfalls Bildhauer.

## Werke (Auswahl)
- Arbeiter 1948 (Büste, Gips)[1]
- Uhr mit 2 liegenden Sportlern in der Kassenhalle des Chemnitzer Stadtbades (Bronze)
- Mahnmal der Opfer des Faschismus im Park der Opfer des Faschismus am Schauspielhaus Chemnitz (1952)[2]
- Augustkämpfer vor dem Hauptbahnhof Chemnitz (Rochlitzer Porphyr)
- Kinderbrunnen (spielende Kinder) auf der Straße der Nationen im Zentrum von Chemnitz
- Mahnmal für die gefallenen Soldaten der Roten Armee in Chemnitz-Reichenhain
- Plastik mit musizierenden Kindern vor der Grundschule Reichenhain (Kalkstein)
- das Mahnmal für die 4.000 Opfer des Bombenangriffs auf Chemnitz am 5. März 1945 (Chemnitz, Städtischer Friedhof). In der Mitte befindet sich eine Mutter mit ihrem toten Kind im Arm, umrahmt u. a. von einer Reliefdarstellung des Spreng- und Brandbombenangriffs und einem in den Stein gemeißelten Gedicht des jüdischen Schriftstellers Louis Fürnberg: "Es werden sich die Wunden schließen, die furchtbar der Barbar der Menschheit schlug; und leuchtend wird das Frührot sich ergießen über ein Erden-Neuland unterm Pflug." (Rochlitzer Porphyr)
- VVN-Ehrenmal Sachsenburg (Rochlitzer Porphyr)
- Ernst-Thälmann-Denkmal in Chemnitz und Aue (Bronze)
- Bergarbeiterplastik an der Poliklinik Aue (Bronze)
- Relief Musizierende Kinder vor der Schule in Neukirchen/Erzgebirge (Sandstein)
- Brunnen mit weiblicher Plastik vor der TU Chemnitz, Reichenhainer Straße (Bronze)
- Gruppe Ingenieur und Textilarbeiterin am TCC Annaberger Straße Chemnitz (Sandstein)
- Kranichgruppe Chemnitz, Tierpark, und Mittweida, Bahnhofsvorplatz (Bronze)
- Giebelrelief am Kulturhaus Brand-Erbisdorf (Sandstein)
- Bergbautypische Steinreliefs über dem Haupteingang der Stadthalle Oelsnitz/Erzgeb., ehemaliges  Kulturhaus „Hans Marchwitza“ (Klubhaus der Bergarbeiter) (1956)
- Porträts von: Käthe Kollwitz, Martha Schrag, Robert Schumann, Hans Marchwitza, Karl Otto, Gaby Seifert, Maxim Gorki, Ernst Schneller und weitere

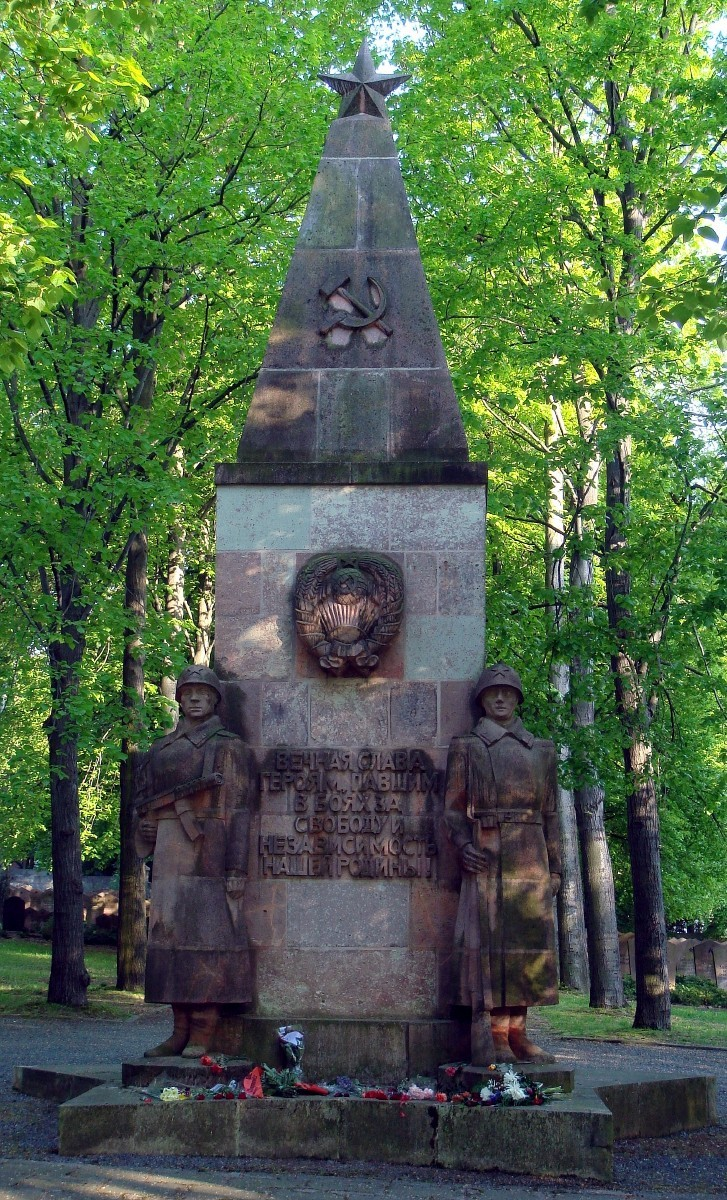
Obelisk auf dem sowjetischen Friedhof in Chemnitz-Reichenhain wurde von Hanns Diettrich geschaffen und von dessen Sohn Frank Diettrich später restauriert.
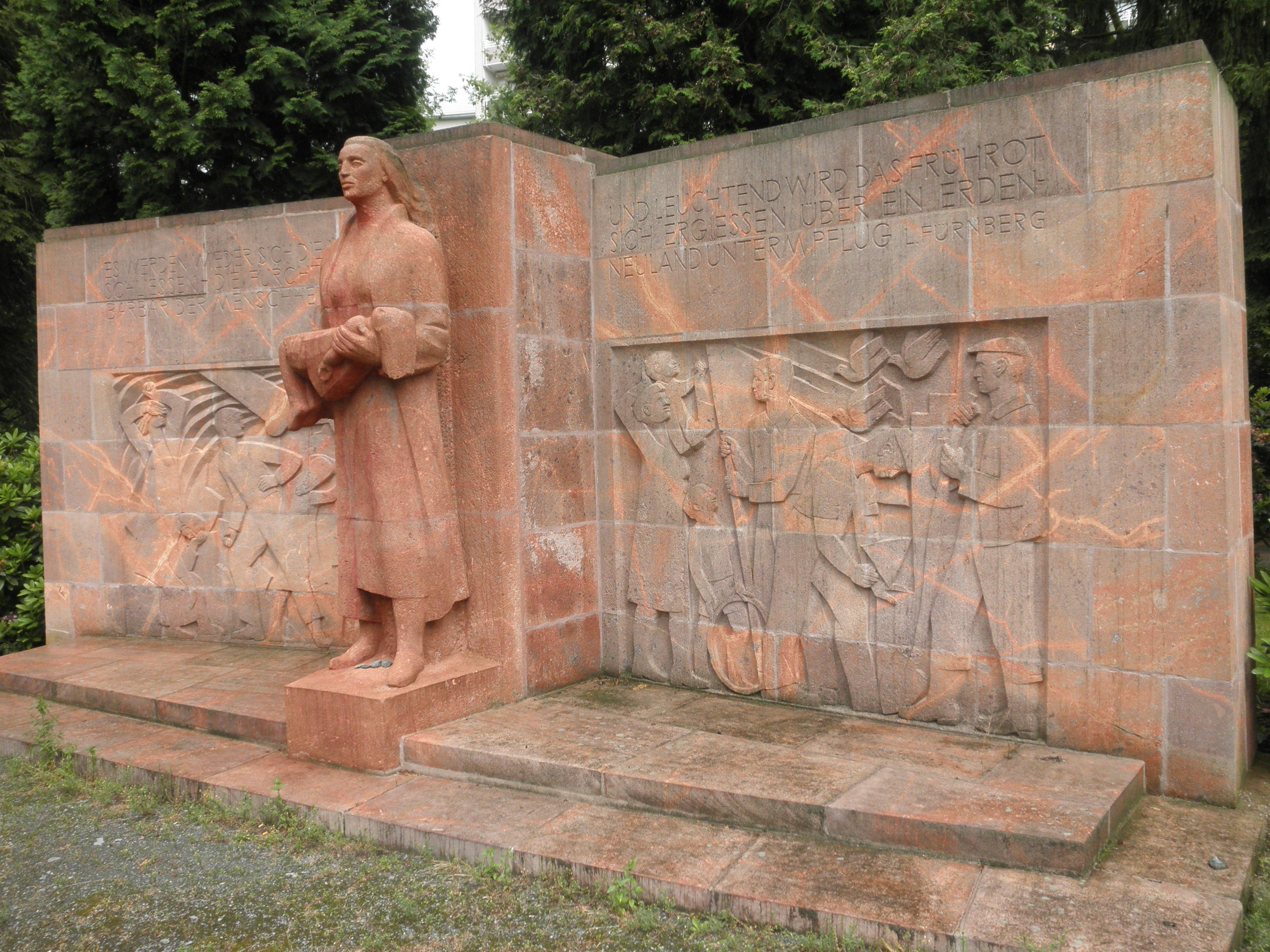
Mahnmal für die Opfer des Bombenangriffs 1945, Chemnitz, Städtischer Friedhof
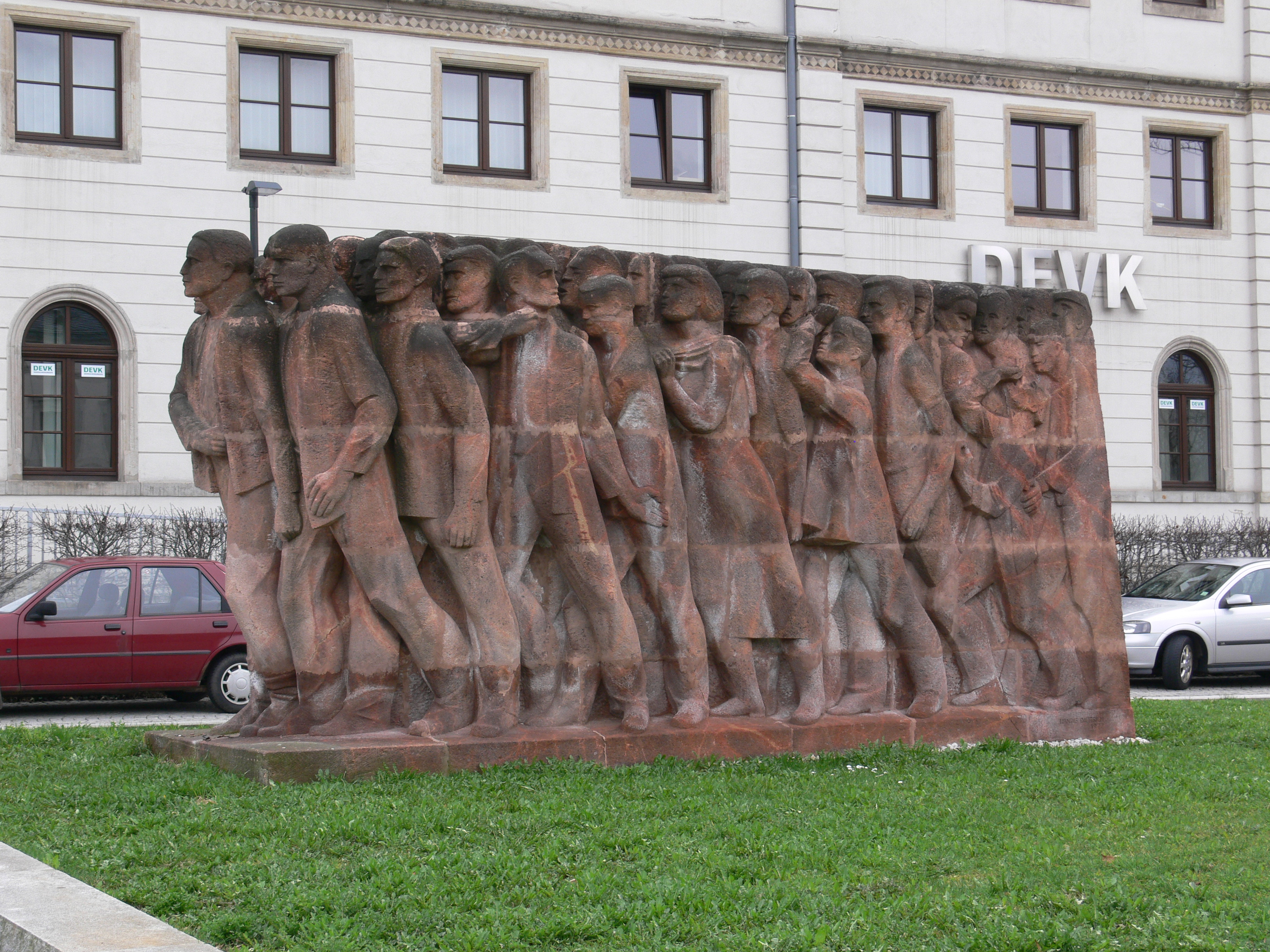
Denkmal für die Augustkämpfer von 1919 (1977), Chemnitz, Bahnhofsplatz
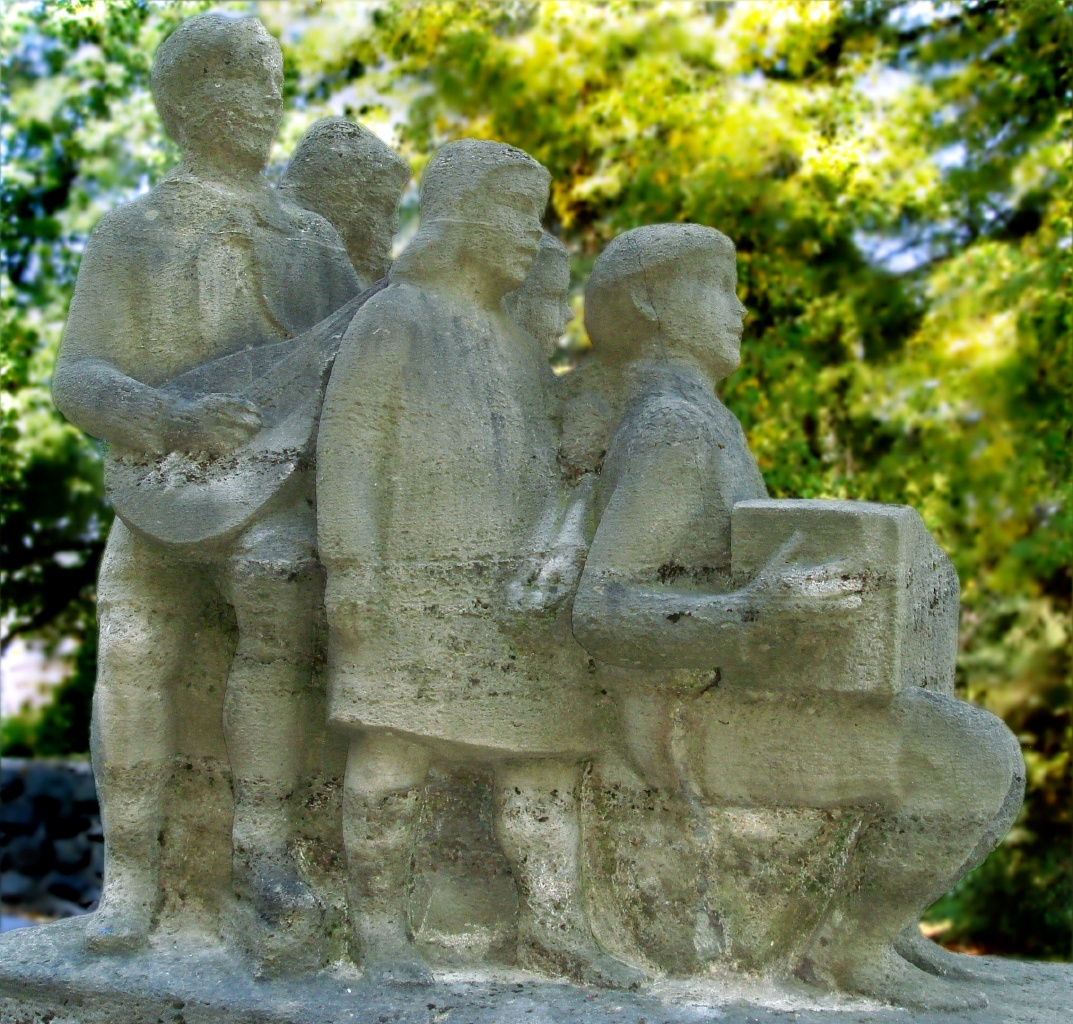
Sandsteinplastik „Musizierende Kinder“ vor der Grundschule in Chemnitz-Reichenhain
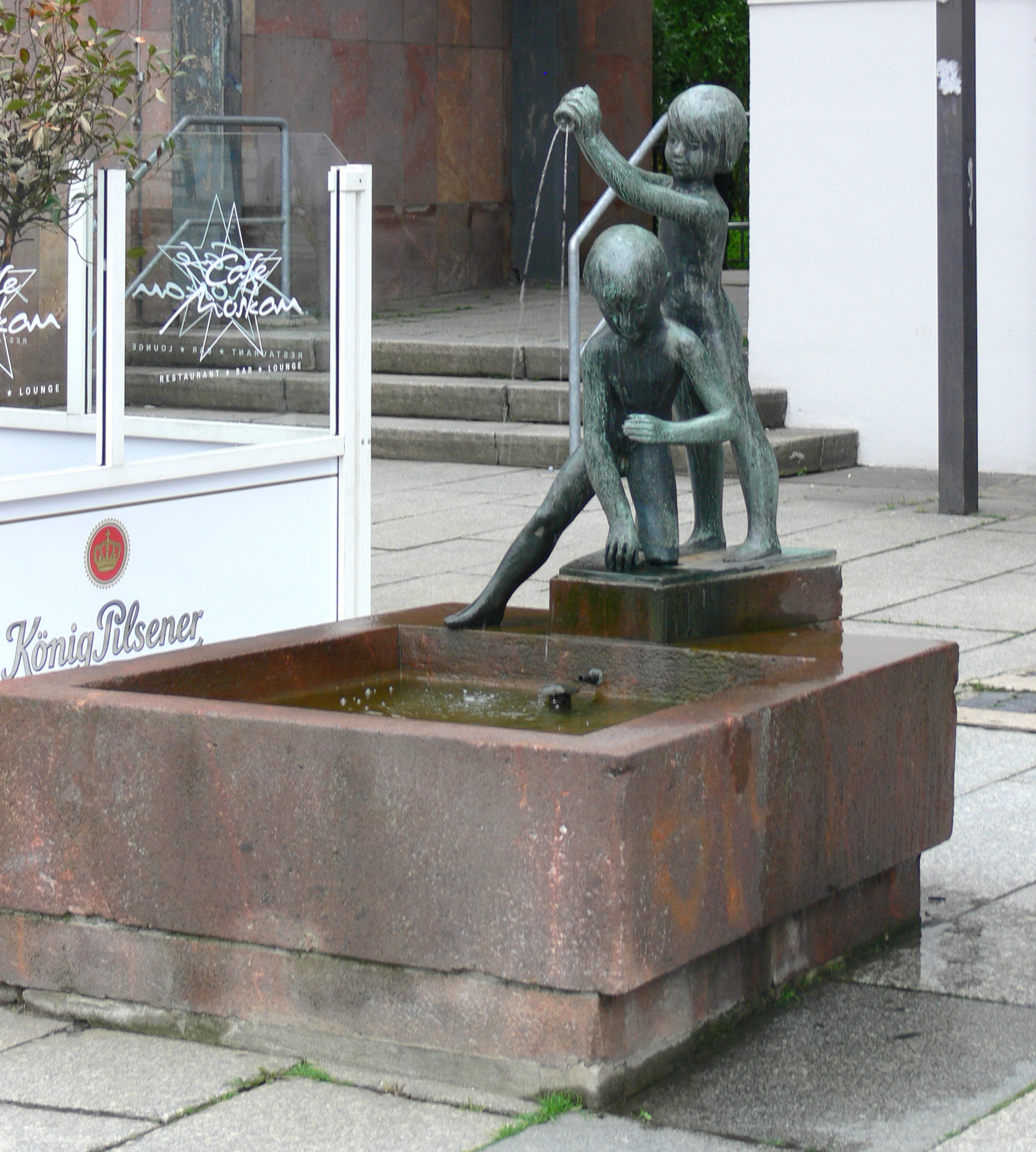
Brunnen Spielende Kinder von Hanns Diettrich, 1965 (auch Kinderbrunnen genannt)
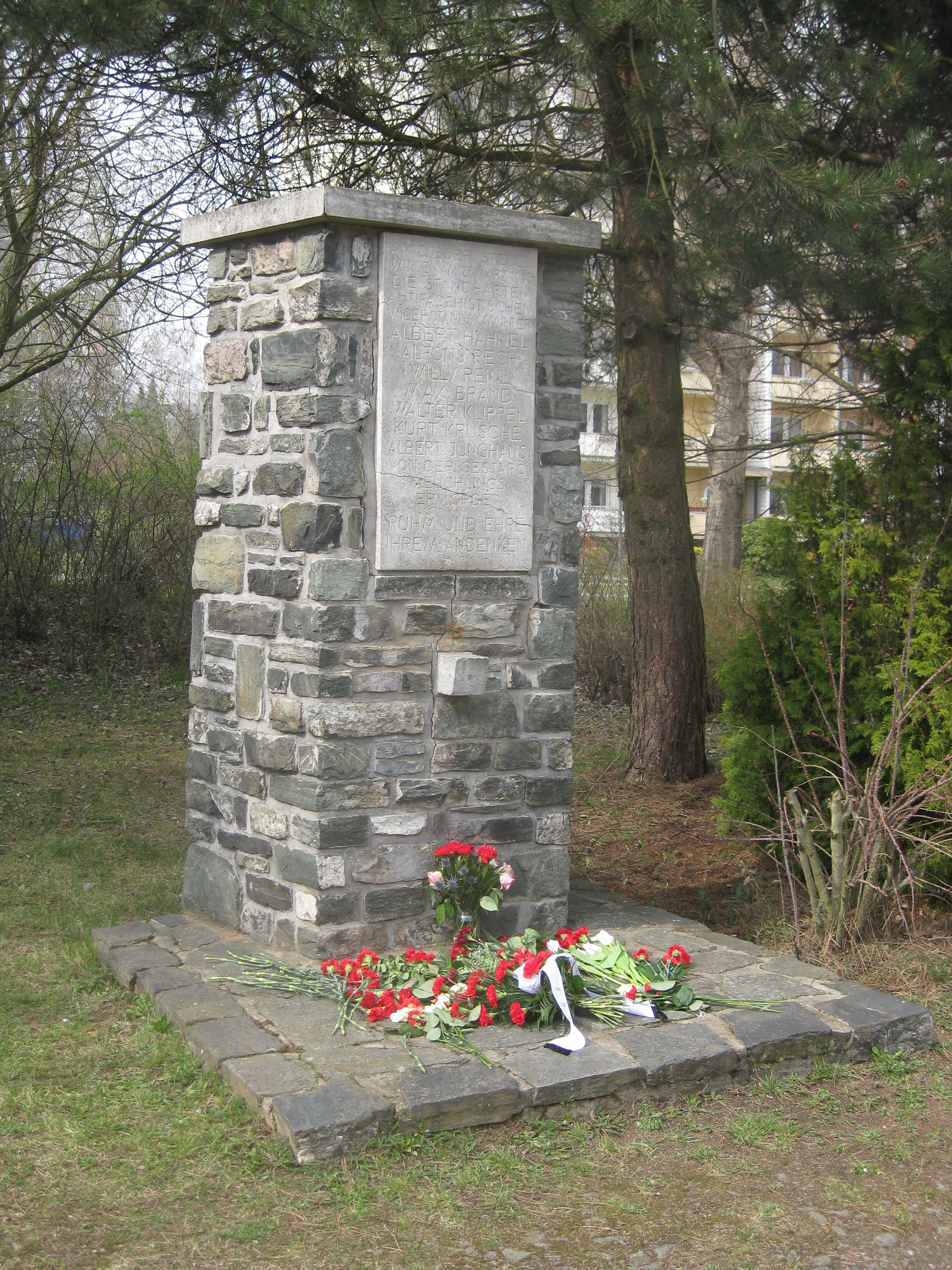
Denkmal für sieben in Chemnitz-Hutholz am 27. März 1945 von der Gestapo ermordete Antifaschisten
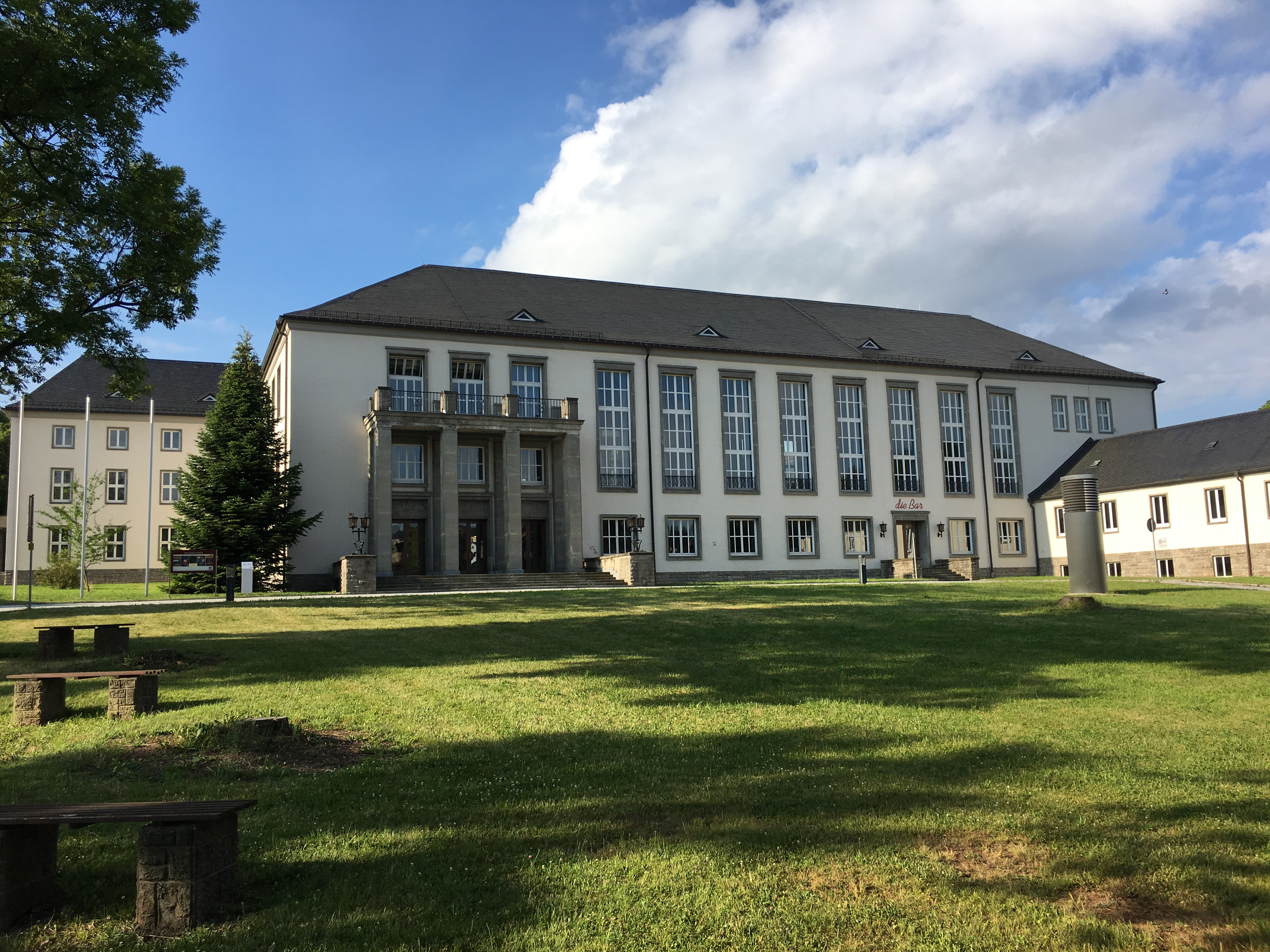
Kulturhaus "Hans Marchwitza" Oelsnitz/Erzgeb. Hauptportal
VVN-Ehrenmal Sachsenburg

## Ehrungen
- 1958 und 1966 Kunstpreis des Rates des Bezirkes Karl-Marx-Stadt
- 1981 Aktivist der sozialistischen Arbeit
- Verdienstmedaille der DDR
- Ehrentitel Verdienter Aktivist
- Johannes-R.-Becher-Medaille des Kulturbundes der DDR für Verdienste „um die Entwicklung der sozialistischen Nationalkultur“

## Ausstellungen (unvollständig)
- 1948, 1951 und 1952: Chemnitz, Schlossberg-Museum („Mittelsächsische Kunstausstellung“)[3]
- 1958: Dresden, Vierte Deutsche Kunstausstellung
- 1969: Rostock, Plastik im Zoo
- 1974, 1979 und 1985: Karl-Marx-Stadt, Bezirkskunstausstellungen
- 1976: Karl-Marx-Stadt, Städtische Museen („Jugend und Jugendobjekte im Sozialismus“)
- 1978: Leipzig, Museum der Bildenden Künste („50 Jahre ASSO in Leipzig“)
- 1981: Dresden, Ausstellungszentrum am Fučík-Platz („25 Jahre NVA“)
- 1984/1985 Karl-Marx-Stadt, Städtisches Museum am Theaterplatz („Retrospektive 1945 – 1984. Bildende Kunst im Bezirk Karl-Marx-Stadt“)